# 日常 (田馥甄專輯)
《日常》（英語：DAY BY DAY）是台湾女子團體S.H.E成員田馥甄的第四張個人專輯，於2016年6月15日開始預購，原訂7月8日發行，但因專輯為全手工包裝，無法趕上預購速度，因此發行日期延至7月13日。此次專輯遠赴斯洛伐克與該國女攝影師Maria Svarbova合作拍攝主視覺及音樂舞台劇《小夜曲》主視覺照片。

## 簡介
在此專輯發行前一個月，田馥甄已先在《如果世界巡迴演唱會》2.0 PLUS香港站演唱主打作品〈人間煙火〉、〈餘波盪漾〉。
專輯首波主打歌〈人間煙火〉特別邀請韓國導演Jinsoo Chung拍攝音樂錄影帶，為此MV還比第二波主打〈餘波盪漾〉的MV晚了5天推出，卻在上線短短一天內受到一片負評。對此唱片公司表示：「尊重藝術創作」。
專輯第二波主打歌〈餘波盪漾〉在2016年度HitFM年度百首單曲排行榜位居第2名；專輯中另兩首歌曲〈獨善其身〉和〈人間煙火〉也分別在HitFM年度百首單曲排行榜位居第14名和22名。第二波主打〈餘波盪漾〉的MV突破1000萬點閱率，這已是田馥甄第十首點閱率突破1000萬的歌曲，成為MV在YouTube超過千萬點擊率數量最多的女歌手，為華語女歌手之冠。
《日常》專輯在台銷售量約7萬張，為2016年台灣專輯銷售量第三名；亦是繼上張專輯《渺小》之後，再次登上年度女歌手之冠。

## 唱片版本
| 類型 | 發行日期      | 附註              |
| ---- | ------------- | ----------------- |
| CD   | 2016年7月13日 |                   |
| LP   | 2018年8月3日  | 180克檸黃彩膠唱片 |

- 備註：此專輯的實體CD僅以預購方式發售[8]，在預購期過後，僅販售串流音樂媒體以及網路付費下載的數位專輯。及後2018年推出黑膠唱片版本。

## 曲目
| 曲序 | 曲目                                |                | 作曲   | 编曲        | 製作人           | 备注                                                                            | 时长 |
| ---- | ----------------------------------- | -------------- | ------ | ----------- | ---------------- | ------------------------------------------------------------------------------- | ---- |
| 1.   | 日常 （Day by Day）                 | 藍小邪         | 黃韻仁 | 黃韻仁      | 黃韻仁           | 第六波主打                                                                      | 2:53 |
| 2.   | 人间烟火 （Every day is a Miracle） | 施人誠         | 文慧如 | 陳珊妮      | 陳珊妮           | 第一波主打                                                                      | 4:06 |
| 3.   | 無用 （Useless）                    | 藍小邪         | 林愷倫 | Martin Tang | 王治平           | 第五波主打                                                                      | 4:09 |
| 4.   | 身體都知道 （Your body speaks）     | 陳信延         | 文慧如 | 陳珊妮      | 陳珊妮           | OPPO R9s廣告曲 新傳媒8頻道電視劇《心。情》片尾曲                                | 3:57 |
| 5.   | 念念有詞 （Beautiful prophecy）     | 葛大為         | 崔欽翔 | 麻吉弟弟    | 王治平、麻吉弟弟 |                                                                                 | 3:21 |
| 6.   | 靈魂伴侶 （Soul mate）              | 藍小邪         | 鄭楠   | 鄭楠        | 鄭楠             | 第四波主打                                                                      | 4:40 |
| 7.   | 餘波盪漾 （When you are gone）      | 徐世珍、吳輝福 | 李雙飛 | 鍾興民      | 呂禎晃           | 第二波主打 八大電視韓劇《再一次 Happy Ending》主題曲 電視劇《飛魚高校生》片尾曲 | 4:52 |
| 8.   | 什麼，哪裡 （What, where）          | 周耀輝         | 于京延 | 于京延      | 王治平、于京延   |                                                                                 | 4:20 |
| 9.   | 慢舞 （Pace your heart）            | 姚若龍         | 黃淑惠 | Martin tang | 王治平           |                                                                                 | 4:05 |
| 10.  | 獨善其身 （Love yourself）          | 藍小邪         | 鄭楠   | 鄭楠        | 鄭楠             | 第三波主打                                                                      | 3:47 |

## 音樂錄影帶
| 歌名     | 導演         | 首播日期        | 首播頻道                    | 備註                                           |
| -------- | ------------ | --------------- | --------------------------- | ---------------------------------------------- |
| 人間煙火 | Mel Hsieh    | 2016年06月017日 | 華研國際音樂官方YouTube頻道 | 歌詞版                                         |
| 餘波盪漾 | 陳映蓉       | 2016年07月08日  | 華研國際音樂官方YouTube頻道 | 男主角為張書豪                                 |
| 人間煙火 | Jinsoo Chung | 2016年07月13日  | 華研國際音樂官方YouTube頻道 | 韓國導演Jinsoo Chung執導，部分外景於國外拍攝。 |
| 獨善其身 | 比爾賈       | 2016年07月28日  | 華研國際音樂官方YouTube頻道 | MV部分場景於旋轉屋拍攝                         |
| 靈魂伴侶 | 徐筠軒       | 2016年08月22日  | 華研國際音樂官方YouTube頻道 | 本次MV赴日本取景                               |
| 無用     | 比爾賈       | 2016年10月22日  | 華研國際音樂官方YouTube頻道 | 田馥甄自我介紹曲之一                           |
| 日常     | 黃中平       | 2017年01月26日  | 華研國際音樂官方YouTube頻道 | 田馥甄赴宜蘭農村體驗「一日小農」生活           |

## 相關企劃

### 《小夜曲》音樂舞台劇
田馥甄首次與「莎士比亞的妹妹們」劇團合作，打造12場以此專輯中5首歌曲串聯的音樂舞台劇，歌曲分別是〈獨善其身〉、〈靈魂伴侶〉、〈什麼，哪裡〉、〈餘波盪漾〉、〈日常〉，而故事內容與「夜」有關，描述故事主角們在夜中懷著不同的思緒，在同一空間中相遇，並以音樂拼湊他們的人生。田馥甄是第一位因專輯概念為本而發想的舞台劇作品《小夜曲》，並且以此作品而踏入「台北國家戲劇院」的女歌手。
| 名稱                               | 日期          | 演出地區   | 場地             | 角色 | 備註                   |
| ---------------------------------- | ------------- | ---------- | ---------------- | ---- | ---------------------- |
| 新北市場（共計12場）               |               |            |                  |      |                        |
| 小夜曲                             | 2016年7月15日 | 臺灣新北市 | 淡水雲門劇場     | 紫沁 | 下午8:00場             |
| 小夜曲                             | 2016年7月16日 | 臺灣新北市 | 淡水雲門劇場     | 紫沁 | 下午2:30場和下午8:00場 |
| 小夜曲                             | 2016年7月17日 | 臺灣新北市 | 淡水雲門劇場     | 紫沁 | 下午2:30場和下午8:00場 |
| 小夜曲                             | 2016年7月19日 | 臺灣新北市 | 淡水雲門劇場     | 紫沁 | 下午8:00場             |
| 小夜曲                             | 2016年7月20日 | 臺灣新北市 | 淡水雲門劇場     | 紫沁 | 下午8:00場             |
| 小夜曲                             | 2016年7月21日 | 臺灣新北市 | 淡水雲門劇場     | 紫沁 | 下午8:00場             |
| 小夜曲                             | 2016年7月22日 | 臺灣新北市 | 淡水雲門劇場     | 紫沁 | 下午8:00場             |
| 小夜曲                             | 2016年7月23日 | 臺灣新北市 | 淡水雲門劇場     | 紫沁 | 下午2:30場和下午8:00場 |
| 小夜曲                             | 2016年7月24日 | 臺灣新北市 | 淡水雲門劇場     | 紫沁 | 下午2:30場             |
| 高雄場(「高雄春天藝術節」特別演出) |               |            |                  |      |                        |
| 小夜曲                             | 2017年6月2日  | 臺灣高雄市 | 大東文化藝術中心 | 紫沁 | 晚上7:30場             |
| 小夜曲                             | 2017年6月3日  | 臺灣高雄市 | 大東文化藝術中心 | 紫沁 | 晚上7:30場             |
| 小夜曲                             | 2017年6月4日  | 臺灣高雄市 | 大東文化藝術中心 | 紫沁 | 下午2:30場             |
| 台中場                             |               |            |                  |      |                        |
| 小夜曲                             | 2017年6月9日  | 臺灣台中市 | 台中國家歌劇院   | 紫沁 | 晚上7:30場             |
| 小夜曲                             | 2017年6月10日 | 臺灣台中市 | 台中國家歌劇院   | 紫沁 | 晚上7:30場             |
| 小夜曲                             | 2017年6月11日 | 臺灣台中市 | 台中國家歌劇院   | 紫沁 | 下午2:30場             |
| 台北場                             |               |            |                  |      |                        |
| 小夜曲                             | 2017年8月11日 | 臺灣台北市 | 台北國家戲劇院   | 紫沁 | 晚上7:30場             |
| 小夜曲                             | 2017年8月12日 | 臺灣台北市 | 台北國家戲劇院   | 紫沁 | 下午2:30場和晚上7:30場 |
| 小夜曲                             | 2017年8月13日 | 臺灣台北市 | 台北國家戲劇院   | 紫沁 | 下午2:30場             |

## 第28屆金曲獎
| 獎項             | 入圍者 | 作品         | 結果 |
| ---------------- | ------ | ------------ | ---- |
| 最佳單曲製作人獎 | 陳珊妮 | 《人間煙火》 | 入圍 |
| 最佳音樂錄影帶獎 | 比爾賈 | 《獨善其身》 | 入圍 |